# Progrès technique neutre au sens de Harrod
Le progrès technique neutre au sens de Harrod est un progrès technique qui augmente la productivité du facteur travail (des travailleurs) et augmente leur taux de salaire, en laissant la productivité du capital inchangée ainsi que le taux de profit. Ce progrès technique augmente l'intensité capitalistique, car il faut moins de travailleurs pour obtenir la même production. 
Un tel progrès technique provoque une hausse du taux de salaire et incite les entreprises à remplacer les travailleurs par des machines.

## Histoire
La recherche économique sur les fonctions de production et le progrès technique se déploie à partir des années 1930. Dans son livre The Theory of Wages (1932), John Hicks interroge le rôle du progrès technologique dans la fonction de production des entreprises. Il fait l'hypothèse que le progrès technique affecte symétriquement le facteur travail et le facteur capital. Robert Solow s'oppose à cette conception et considère que le progrès technique affecte le capital (progrès technique neutre au sens de Solow), augmentant l'intensité capitalistique de la production, mains maintient le rapport du travail à la production constant. 
Roy Forbes Harrod va, à son tour, soutenir une thèse sur les effets du progrès technique. Selon lui, le progrès technique est neutre lorsqu'il augmente la productivité marginale du facteur travail.

## Concept
Dans le cadre d'une fonction de production de type Cobb-Douglas, la production est représentée par le facteur capital (K), le facteur travail (L), et la technologie (A). Cette technologie est une sorte de stock, car elle dépend des inventions qui l'ont précédée et qui sont utilisées dans le processus de production.
Le progrès technique est neutre au sens d'Harrod lorsqu'il affecte la productivité marginale du facteur travail et que la productivité du capital reste inchangée. La main d’œuvre devient plus rémunérée que le capital, entraînant une substitution de facteur capital à du facteur travail. La neutralité est liée au fait que le coefficient de capital demeure constant, inchangé par l'accroissement de l'efficacité du travail. Ainsi, le progrès technique augmente la productivité du travail, le capital par tête, mais ne modifie pas la productivité du capital, c'est-à-dire le rapport du stock de capital au PIB.